# Astropecten eucnemis
Astropecten eucnemis is een kamster uit de familie Astropectinidae.
De wetenschappelijke naam van de soort werd in 1919 gepubliceerd door Walter Kenrick Fisher.